# Port lotniczy Stord
Port lotniczy Stord – norweski, krajowy port lotniczy położony w Sørstokken. 

## Katastrofy
- Katastrofa lotu Atlantic Airways 670

## Linie lotnicze i połączenia
| Linia lotnicza       | Kierunek           |
| -------------------- | ------------------ |
| Danish Air Transport | 1. Oslo-Gardermoen |